# Jardín botánico Roger van den Hende

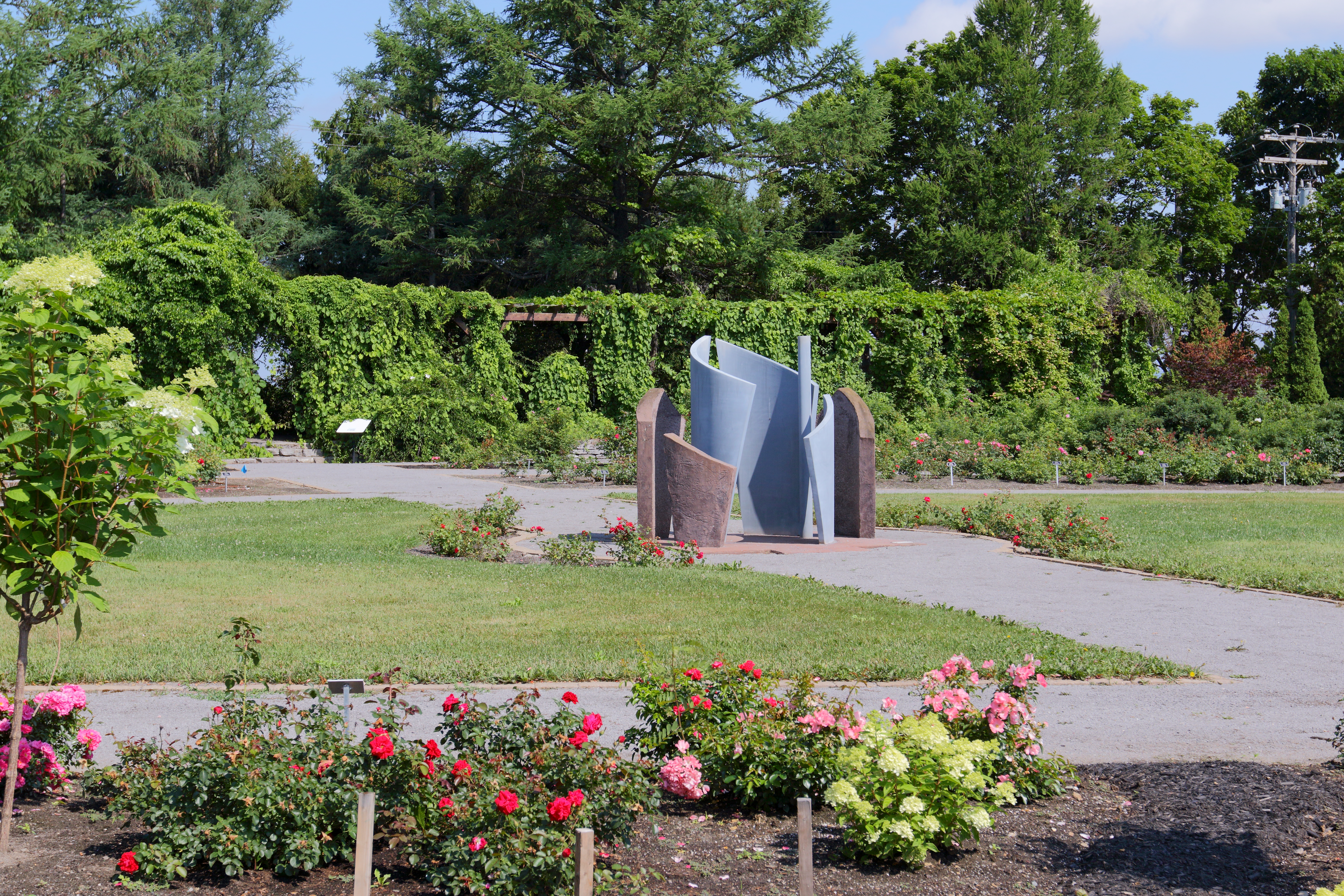
Escultura Émergence en el Jardín botánico Roger-Van den Hende.

El Jardín Botánico Roger van den Hende, en francés: Jardin botanique Roger-Van den Hende, es un jardín botánico de 6 hectáreas de extensión administrado por la Universidad Laval en Quebec, Canadá. Es miembro del BGCI, y presenta trabajos para la Agenda Internacional para la Conservación en los Jardines Botánicos, su código de identificación internacional como institución botánica, así como las siglas de su herbario es QFA.

## Localización
Jardin botanique Roger-Van den Hende, Universite Laval
Pavillon de l'Envirotron, Local 1227, Quebec, Quebec G1K 7P4 Canadá.46°46′44.04″N 71°17′17.52″O / 46.7789000, -71.2882000
El jardin botanique Roger-Van den Hende está abierto anualmente desde el 1 de mayo hasta el 30 de octubre.

## Historia
Fundado en 1966 por el profesor Roger Van den Hende, el Jardin botanique Roger-Van den Hende de la Universidad Laval de Quebec constituye un jardín pedagógico. Creado con la misión de servir como laboratorio práctico para los estudiantes e investigadores que estudian y trabajan en la Universidad Laval, particularmente en la "Facultad de Ciencias Agrarias y de la Alimentación". El jardín también tiene una vocación de enseñanza pública y es un espacio popular abierto.
La Universidad le otorgó el nombre de este jardín a su principal artífice, el profesor Van den Hende, con motivo de su jubilación docente en 1975. El jardín se abrió al público a partir de 1978, dejando de ser exclusivamente consagrado a la investigación. 

## Colecciones
El Jardín alberga tanto plantas nativas de Quebec como plantas originarias de Europa, América y Asia, con unas 4000 especies y cultivares. 
Las plantas se exhiben agrupadas según sus familias botánicas: 
- Plantas de humedales
- Arboreto
- Herbacetum (colección de plantas herbáceas)
- Colección de Rhododendron,
- Rosaleda,
- Jardín de exhibición de flores anuales
- Herbario

En el jardín hay un lugar de demostración sobre la elaboración de compostaje con los desechos domésticos y del jardín.